# Rolandstandbeeld (Bremen)

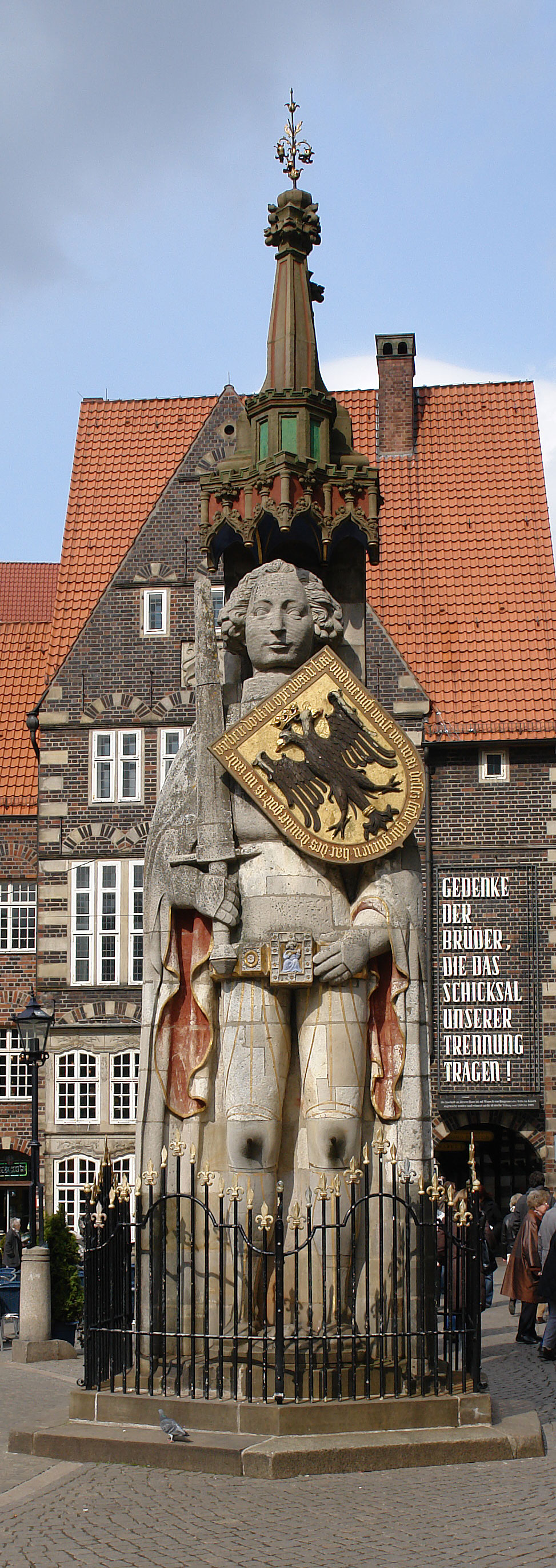
Het gehele standbeeld

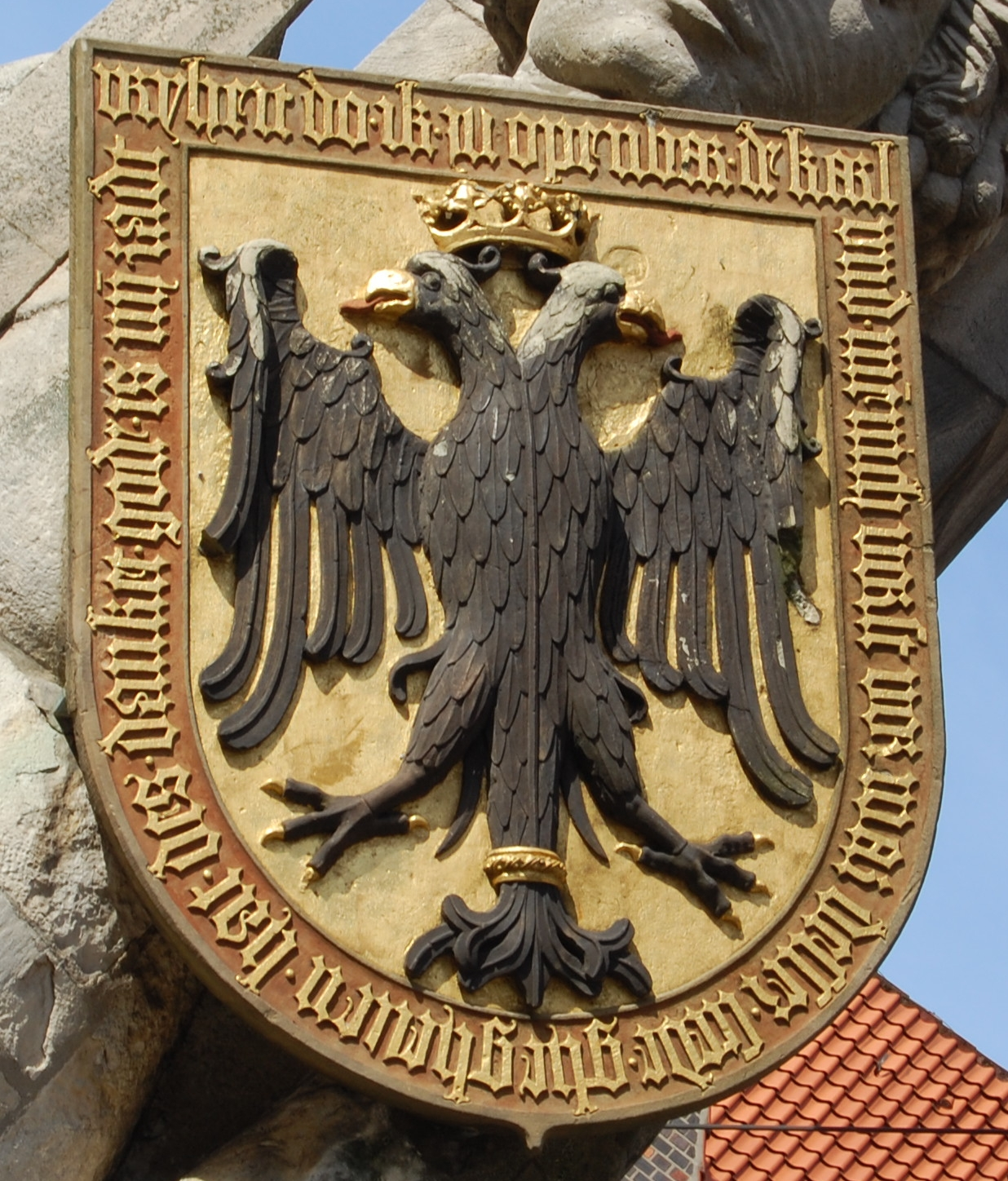
Keizerlijk wapen op het schild

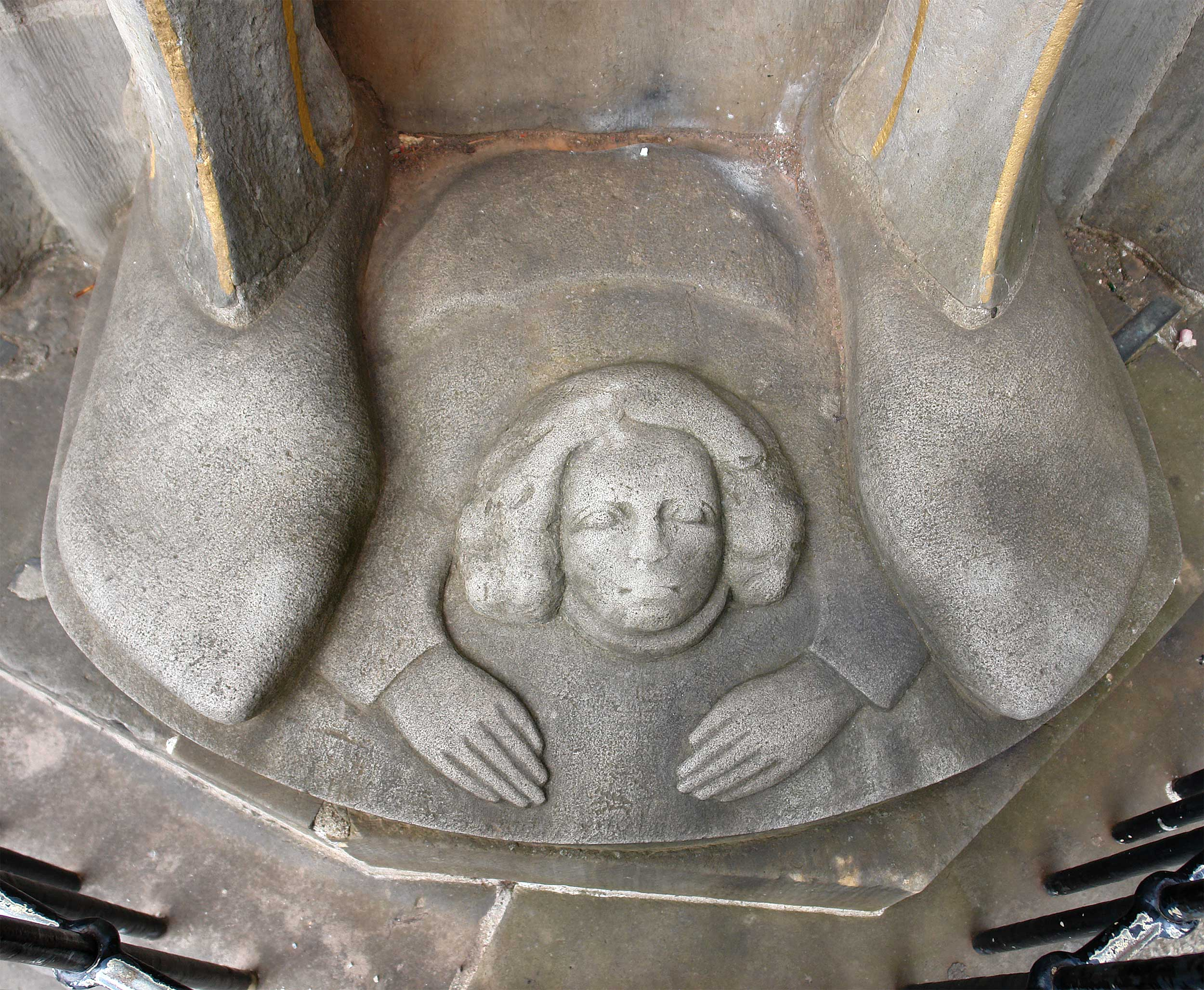
De kreupele tussen de voeten van de Roland

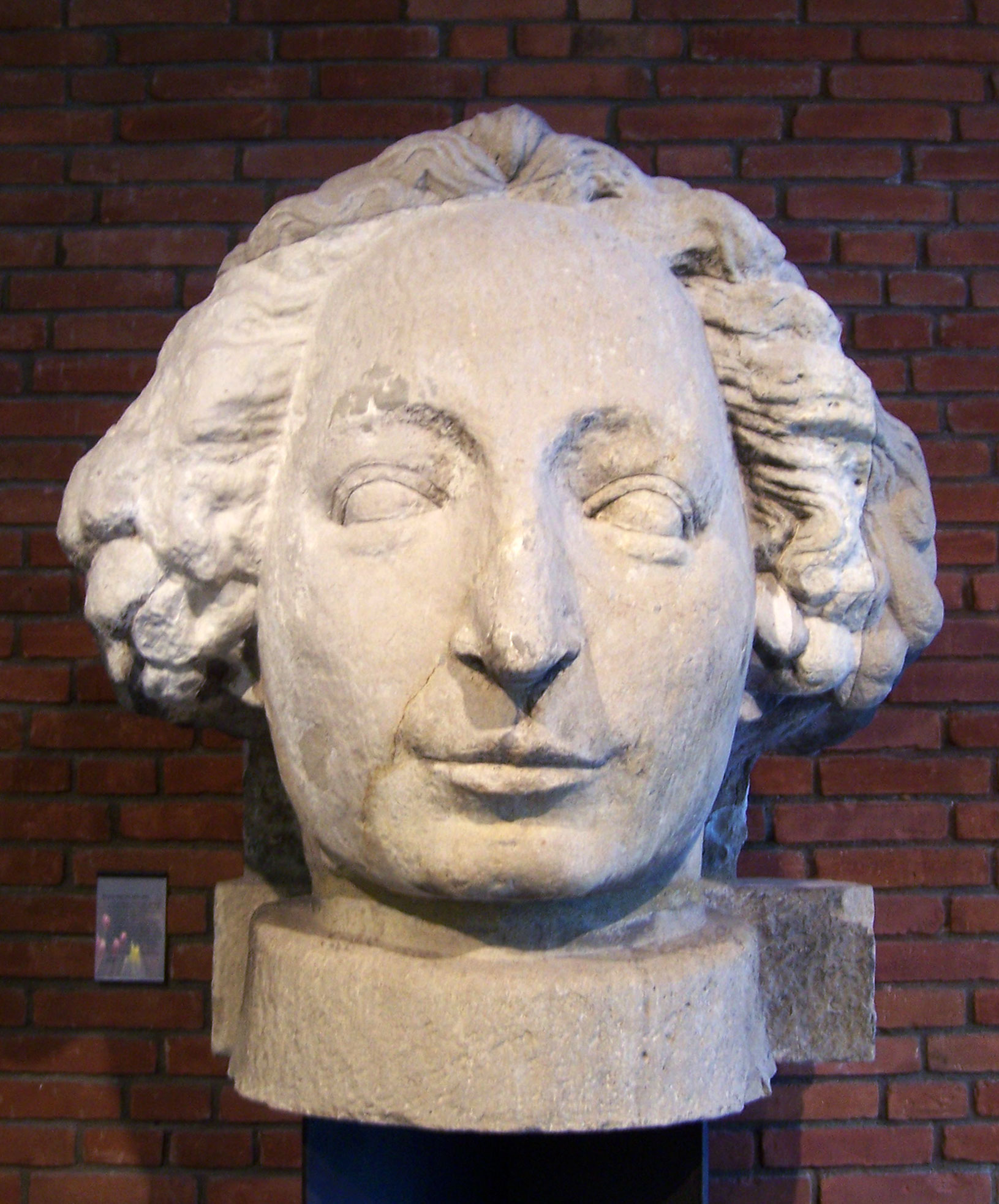
Origineel van het hoofd van de Roland in het Focke-Museum te Bremen

Het Rolandstandbeeld van Bremen is een Rolandbeeld op het marktplein van de Duitse Hanzestad Bremen. Het beeld uit 1404 symboliseert de stedelijke vrijheid. Het Roland-beeld werd samen met het Stadhuis van Bremen in 2004, precies 600 jaar na de plaatsing op de markt, op de Werelderfgoedlijst van de UNESCO geplaatst.

## Het beeld
Het Rolandstandbeeld staat op het Bremer Marktplatz tussen het Stadhuis en de Schütting (het gildehuis van de kooplieden). Het beeld kijkt in de richting van de Domkerk. De Roland is 5,47 meter hoog en staat op een voetstuk van 60 centimeter hoogte. Het beeld staat met de rug tegen een zuil die bekroond wordt door een baldakijn. De totale hoogte van de Roland met voetstuk en baldakijn is 10,21 meter. Het beeld is het grootste vrijstaande middeleeuwse standbeeld van Duitsland. De Roland wordt omsloten door een laag hek.
De afstand tussen de knieën van het beeld is één Bremer el (exact 55,372 cm). De figuur tussen de voeten van Roland zou de kreupele zijn die volgens de legende in 1032 rond een stuk land kroop dat vervolgens door gravin Emma van Lesum als Bürgerweide aan de stad werd geschonken. Naast de Roland op de markt telde Bremen vroeger nog drie Rolandstandbeelden.

## Geschiedenis
De eerste Roland van Bremen was van hout en zou in de nacht van 28 op 29 mei 1366 omvergehaald en verbrand zijn door soldaten van de Bremer aartsbisschop Albrecht van Brunswijk-Lüneburg. In 1404 kreeg de stad een nieuwe, stenen Roland, die door de steenhouwers Claws Zeelleyher en Jacob Olde was gemaakt voor het bedrag van 170 Bremer Marken. Op grond van vervalste keizerlijke oorkonden claimden de Bremer burgers het recht om het wapen van de keizer op de Roland te plaatsen. Daarom staat op het schild de tweekoppige adelaar en een inscriptie die de Roland typeert als verkondiger van de door de keizer gegeven stedelijke privileges:
vryheit do ik ju openbar / d' karl vnd mēnich vorst vorwar / desser stede ghegheuen hat / des danket god' is mī radt
(Vrijheid verkondig ik u / die Karel en voorwaar menig vorst / aan deze stad gegeven heeft / dankt daarom God is mijn raad.)
Het beeld is gemaakt van kalksteen uit de Elm, de pilaar van zandsteen uit Obernkirchen en het geheel was oorspronkelijk bont beschilderd. In de achttiende eeuw werd de Roland grijs geschilderd, later koos men ervoor om de natuursteen zichtbaar te laten en slechts enkele gedeelten van kleur te voorzien. Toen Napoleon het beeld naar het Louvre wilde brengen, slaagden de Bremers erin hem te overtuigen van de geringe artistieke waarde van het beeld, zodat het op zijn plaats kon blijven staan.
De Roland is verschillende malen gerestaureerd en werd in 1939 om veiligheidsredenen opnieuw opgebouwd. In de Tweede Wereldoorlog werd het beeld ter bescherming ommetseld. In 1983 werd er een hek geplaatst, waarmee de situatie van voor 1939 hersteld werd. Ook kreeg Roland een nieuw hoofd, terwijl het origineel overgebracht werd naar het Focke-Museum in de stad. Bij een restauratie in 1989 vond men in het inwendige van het beeld een doos met nazipropaganda, die daar in 1938 geplaatst was.

## Doorwerking van de Roland

### Poëzie
In 1848 schreef Friedrich Rückert een gedicht van acht verzen over Roland zu Bremen, dat later door F. M. Böhme op muziek werd gezet. In 1863 werden hier drie coupletten aan toegevoegd om de rol van Bremen te onderstrepen in de aanloop naar de Tweede Duits-Deense Oorlog. In tegenstelling tot de andere Hanzesteden Hamburg en Lübeck was de stad fel tegen de Deense plannen om Sleeswijk en Holstein in haar koninkrijk te integreren. De nieuwe coupletten gaven uitdrukking aan de Bremer verachting voor het standpunt van haar zustersteden.
Op Roland is ook een volksrijmpje in Bremens dialect gemaakt:
Roland mit dat kruse Haar,
Wat he kickt so sunnerbar!
Roland mit dem Wappenrock
Steiht so stief as wi een Stock.
Roland mit de spitzen Knee:
Segg mal, deit di dat nich weh?
(Roland met zijn krullend haar
Die kijkt toch maar erg raar!
Roland met zijn wapenrok
Staat zo stijf daar als een stok.
Roland met de spitse knie:
Zeg eens, voel je dat nu nie?)

### Schepen
De Roland van de havenstad Bremen gaf zijn naam aan verschillende schepen, waaronder de oorlogsbodem Rulant von Bremen uit 1702 en het passagiersstoomschip Roland von Bremen. In 1905 werd de Roland-Linie opgericht voor trans-Atlantisch scheepvaartverkeer. De verbinding werd in 1925 overgenomen door de Norddeutscher Lloyd.

### Imitaties
In de Lutherse Sionskerk in Brooklyn staat een anderhalve meter hoge uitvoering van de Roland van Bremen. Zij maakt deel uit van de kansel, die door de stad Bremen was geschonken aan de vele voormalige inwoners die in New York een nieuw thuis hadden gevonden. In Brazilië werd in 1932 de stad Rolândia gesticht door Duitse emigranten. Bremer koffiehandelaren gaven de plaats in 1957 een bijna acht meter hoge imitatie van de naamgever van de stad. Ter gelegenheid van het 445-jarig bestaan van Quito in 1979 schonk Bremen de stad een verkleinde versie van de Roland, die is geplaatst aan de Avenida Amazonas.

## Legenden en gebruiken

### Legende
Volgens de legende zal de stad Bremen vrij en zelfstandig blijven, zolang de Roland overeind staat en over de stad waakt. Daarom zou in de kelders van het stadhuis een tweede standbeeld verstopt zijn, dat snel als vervanging geplaatst kan worden, wanneer de originele Roland ooit zou omvallen.

### Gebruiken rond de Roland
Van 1813 tot 1863 vierden de inwoners van Bremen op 5 november de "dag van de herwonnen vrijheid". Deze datum werd ook beschouwd als de geboortedag van de Roland, het symbool van de vrijheid. De dag herdacht de bevrijding van Bremen door Friedrich Karl von Tettenborn uit de overheersing door Napoleon. Dansende meisjes legden dan bloemen neer aan de voeten van het standbeeld. Inmiddels is deze traditie weer nieuw leven ingeblazen en wordt de Roland op 5 november met bloemen versierd.
Net zoals bij het vlakbij staande beeld van De Bremer stadsmuzikanten wordt aan het aanraken van het beeld bijzondere betekenis toegekend: iedereen die over de knie van Roland gewreven heeft zal weer naar Bremen terugkomen.

## Voetnoten
1. ↑  Herbert Schwarzwälder, Das Große Bremen-Lexikon Band L–Z, p. 736.